# Kwant-1
Kwant-1 (ros. Квант-1, kwant-1) – drugi moduł rosyjskiej stacji kosmicznej Mir, a także pierwszy moduł naukowy, który zacumował do modułu głównego stacji (DOS-7). Był to jedyny moduł Mira nieposiadający własnego napędu, operację korekcji orbity i zbliżania do stacji wykonywał napęd konstrukcyjnie bazujący na statku TKS. Napęd ten, po zadokowaniu Kwanta-1 do modułu DOS-7, odłączył się od modułu, a następnie przeprowadził manewr deorbitacji i spłonął nad Pacyfikiem przy wejściu w atmosferę. Kwant miał dwa węzły cumownicze: poprzez węzeł czynny nastąpiło połączenie ze stacją Mir, a poprzez bierny mogło następować połączenie ze statkami Progress.

## Opis

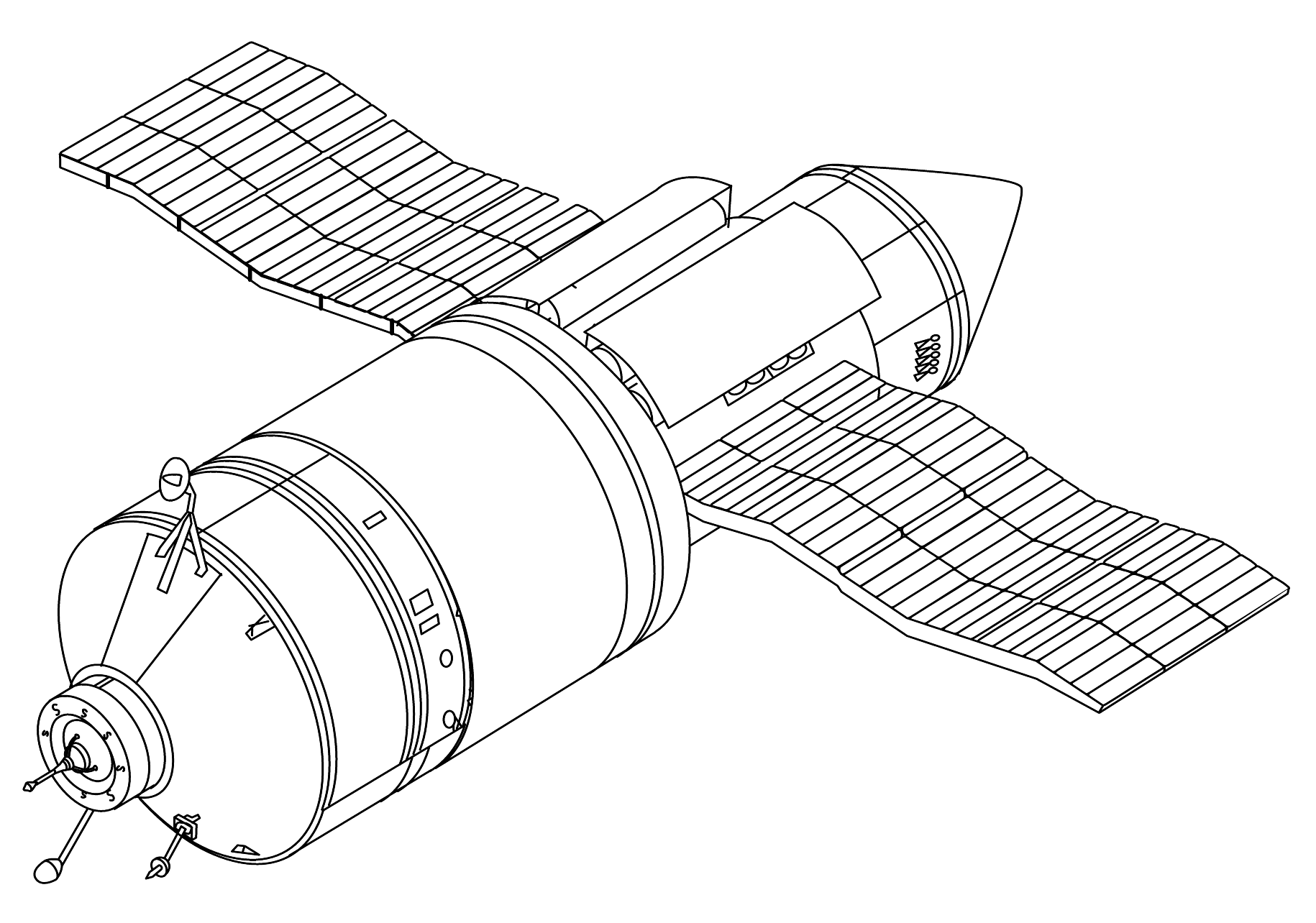
Szkic Kwanta-1 z napędem FGB

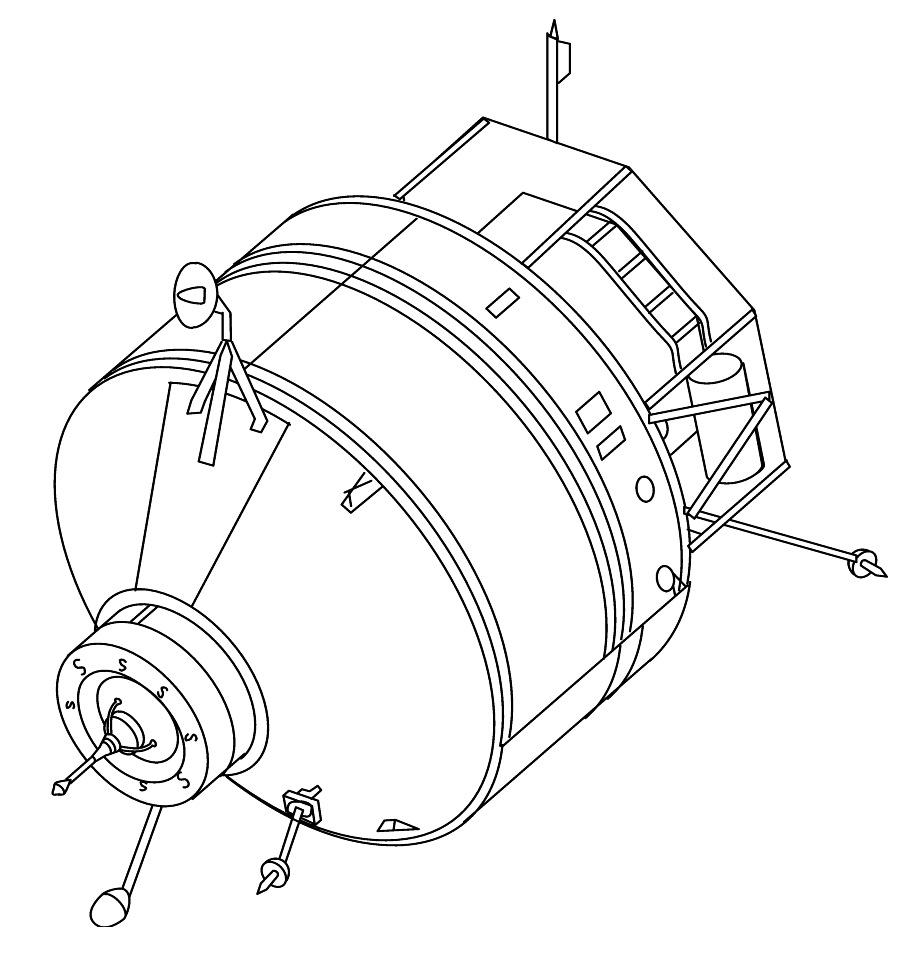
Szkic Kwanta-1

Kwant-1 był pierwszym (i efektywnie jedynym ukończonym) z radzieckich modułów stacji kosmicznych nowej generacji oznaczonych indeksem 37K. Ich celem były stacja Mir i planowana niegdyś stacja Mir-2. Jako systemu napędowego na orbicie użyto bloku FGB z przeznaczonego pierwotnie dla stacji Ałmaz pojazdu TKS, ponadto niektóre miały być wystrzeliwane i wypuszczane na orbitę przez radzieckie promy Buran. Po wystrzale Kwanta-1 prace nad tymi modułami przerwano.
Kwant-1 służył na stacji Mir jako laboratorium do badań z zakresu fizyki aktywnych galaktyk, kwazarów i gwiazd neutronowych, a także eksperymentów biotechnologicznych. Wyposażenie Kwanta-1 stanowiły:
- Teleskop rentgenowski, międzynarodowe obserwatorium przygotowane przez specjalistów z ZSRR, Wielkiej Brytanii, Holandii, RFN i agencji kosmicznej ESA. Aparatura przeznaczona była do rejestracji źródeł promieniowania w zakresie 2-800 keW.
- Teleskop promieni UV „Głazar”, przygotowany przez specjalistów z ZSRR przy współpracy uczonych ze Szwajcarii.
- Kamera szerokokątna
- Materiały do eksperymentów z promieniami X
- Detektor promieniowania rentgenowskiego i promieni gamma. Do tych badań zastosowano aparaturę Hexe, zbudowaną w Instytucie im. M. Plancka i Uniwersytecie w Tuebbingen w RFN.
- Aparat do elektroforezy Swietłana, służący do uzyskiwania superczystych biologicznych ciał.
- Żyroskopy do orientacji stacji na orbicie
- Generatory tlenu: Wika (w latach 90. wywołały pożar na stacji) i Elektron
- Sprzęt do usuwania dwutlenku węgla z powietrza
- Panel słoneczny, zamontowany na DOS-7 po dokowaniu Kwanta-1

Specyfikacje modułu:
- Długość: 5,8 m
- Średnica: 4,15 m
- Poj. hermetyzowana: 40 m³
- Masa startowa: 21 t (licząc napęd FSM)

## Od wystrzału po zniszczenie
Kwant-1 został wystrzelony 31 marca 1987, z Kompleksu startowego nr 200 w Bajkonurze za pomocą rakiety Proton K. Do Mira zadokował 11 kwietnia (miał zadokować 9 kwietnia, jednak ze względu na problemy z systemem zbliżania Igła nastąpiło 2-dniowe opóźnienie). W tym czasie załogę Mira stanowili kosmonauci: Jurij Romanienko i Aleksandr Ławiejkin, którzy  przybyli na pokładzie statku Sojuz TM-2 i usunęli przyczynę zakłóceń (torbę ze śmieciami w porcie cumowniczym).
W 1991 rozpoczęto rozbudowę Kwanta-1, która trwała do 1998 roku. Do modyfikacji modułu należą:
- instalacja dźwigarów: Sofora i Rapana w celu przeprowadzania eksperymentów na zewnątrz stacji
- montaż jednostki WDU w celu zwiększenia zdolności kontroli wysokości
- przeniesienie paneli słonecznych z modułu Kristałł

W marcu 2001 rufowy port cumowniczy Kwanta-1 służył za miejsce cumowania dla statku Progress M1-5, którego silników użyto do deorbitacji i zniszczenia stacji Mir. Niespalone resztki modułu Kwant-1, jak i pozostałych do dziś spoczywają na dnie Pacyfiku.